# Bottendorfer Hügel

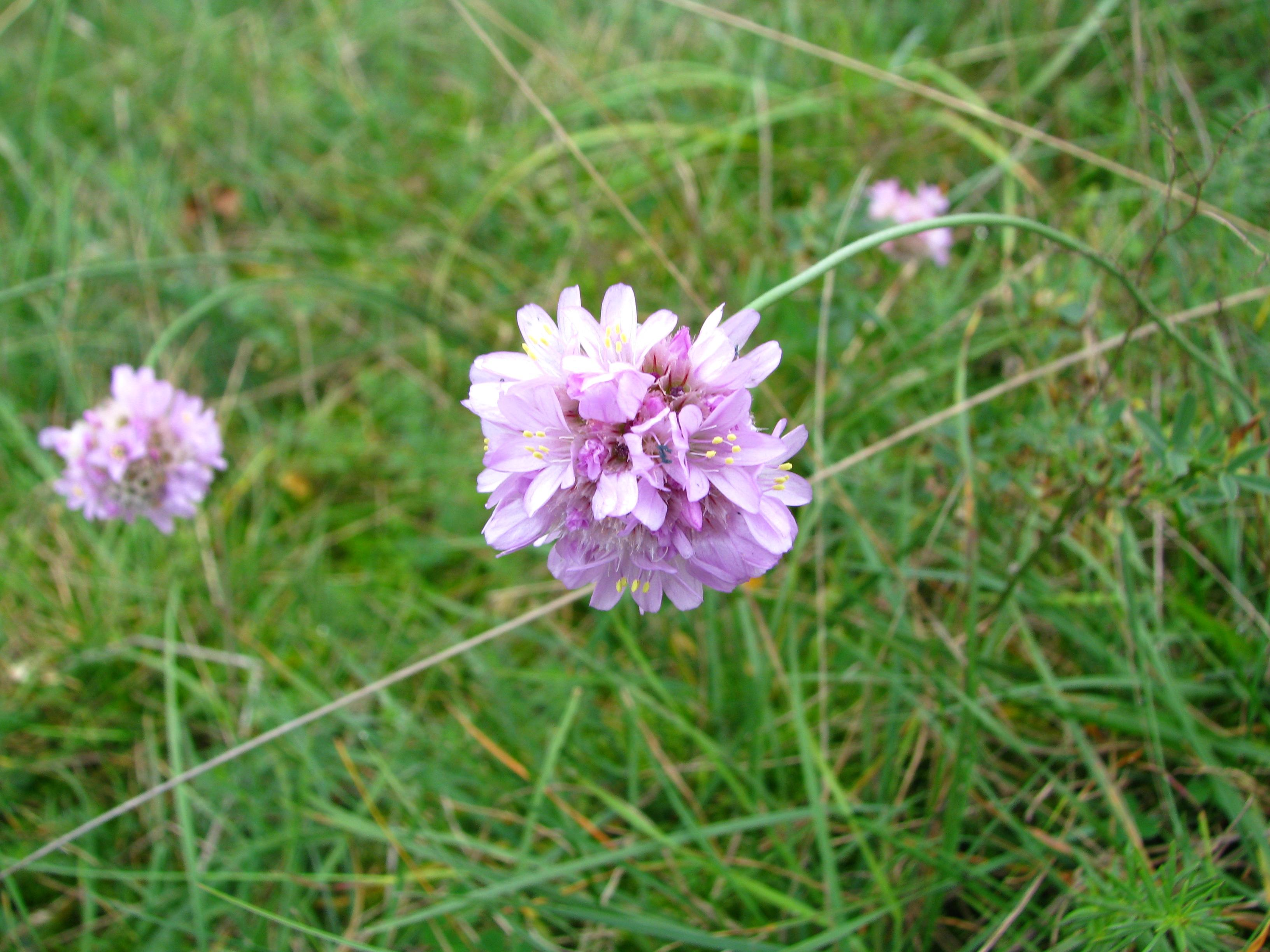
Die Bottendorf-Grasnelke wächst nur auf dem Schwermetallrasen der Bottendorfer Hügel

Die Bottendorfer Hügel sind ein kleiner Höhenzug und ein Naturschutzgebiet im Kyffhäuserkreis in Nordostthüringen (Deutschland).

## Lage
Die Bottendorfer Hügel befinden sich im östlichen Kyffhäuserkreis, unmittelbar nördlich des Ortes Bottendorf und ungefähr 10 Kilometer südöstlich von Artern. Sie bestehen aus einer etwa 2,5 Kilometer langen und 1 Kilometer breiten Hügelkette, der höchste Punkt liegt mit 206,5 m ü. NN auf dem Galgenberg.

## Geologie
Aus geologischer Sicht sind die Bottendorfer Hügel eine in mehrere Schollen zerbrochene Schichtrippe aus Gipsen und Kupferschiefer aus dem Zechstein. Sie liegen zwischen der Ziegelrodaer Buntsandsteinplatte im Norden und der Hohen Schrecke, ebenfalls ein Buntsandstein-Höhenzug, im Süden. Die Hügel ragen durchschnittlich 82,2 Meter über den Grund des Unstruttales empor (Vergleichswert: Unstrutdamm am Westrand von Bottendorf bei 124,3 Meter) und sind in Längsrichtung von Nordwesten nach Südosten orientiert.

## Vegetation
Von weitem fallen sie durch ihre ausgedehnten Steppenrasen auf und durch ihre fast vollständige Gehölzfreiheit. Im Speziellen sind auf den Bottendorfer Hügeln subkontinentale Trespenrasen und Schwermetallrasen ausgebildet. Die Schwermetallrasen treten über Kupferkies und im Bereich des ehemaligen Kupferschieferbergbaus auf, sind sehr lückig und niedrig wüchsig und bestehen fast nur aus Frühlings-Miere (Minuartia verna) und Bottendorfer Grasnelke (Armeria maritima var. bottendorfensis), einer Varietät der Strand-Grasnelke, die sich in den Bottendorfer Hügeln herausgebildet hat und weltweit nur dort vorkommt.
Die Trespenrasen enthalten folgende Arten mit subkontinentalem Verbreitungsbild: Haar-Pfriemengras (Stipa capillata), Feld-Mannstreu (Eryngium campestre), Rispen-Flockenblume (Centaurea stoebe) und Gelbe Skabiose (Scabiosa ochroleuca).

## Naturschutz
Die Bottendorfer Hügel sind auf 131,6 ha Fläche als Naturschutzgebiet gesichert.
Seit 2008 sind sie eines von 13 Gebieten des EU-LIFE-Projektes „Erhaltung und Entwicklung der Steppenrasen Thüringens“.

## Geschichte
Ein Grabhügel als geschütztes Bodendenkmal bezeugt die Anwesenheit der Menschen während der Hügelgräber-Bronzezeit. Im Hochmittelalter diente ein exponierter Hügel als Richtstätte, daran erinnert der Flurname Galgenberg. Im NSG sind heute noch Relikte des Kupferschiefer-Bergbaus (Einsturztrichter, Halden) zu finden. Die Kupferschiefer wurden von 1473 bis 1781 abgebaut und in der Kupferhütte Bottendorf verarbeitet. Die komplizierten Lagerungsverhältnisse, der stark schwankende Metallgehalt des Erzes und die geringen Produktionsmengen sollen zur Aufgabe des Bergbaus geführt haben. Aufgrund der guten Rundumsicht befand sich im Zweiten Weltkrieg auf dem Galgenberg ein Flak-Stützpunkt. Die Flakstellung wurde später zu einem Aussichtspunkt umgebaut.
Das Gebiet ist ein sehr beliebtes Exkursionsziel von Universitäten und wird auch für Freizeitaktivitäten genutzt.